# Gianluca Caprari
Gianluca Caprari (Roma, 30 luglio 1993) è un calciatore italiano, attaccante del Monza.

## Biografia
Nell'agosto 2023 ha avuto una figlia, Nina, dalla sua compagna Morena.

## Caratteristiche tecniche
Di ruolo ala, nasce da prima punta; in più può giocare anche dietro alle punte. Ambidestro, dispone di ottima tecnica e velocità. Si sacrifica anche in fase difensiva. Nonostante abbia una buona visione di gioco, non sempre è altruista in quanto cerca frequentemente la soluzione individuale. Dispone di un buon tiro a giro.

## Carriera

### Club

#### Inizi e debutto nella Roma
Inizia a giocare nell'Oratorio Del Borgo Don Bosco, per due anni, per poi passare all'Atletico 2000, allenata dal padre, in cui gioca per quattro anni.
Cresciuto quindi nella Roma, è un raccattapalle quando la Roma, il 26 gennaio 2008, vince col Palermo per 1-0 con gol di Amantino Mancini: è lui infatti il ragazzo che, in maniera lesta, posiziona il pallone sotto la bandierina del calcio d'angolo prima che i rosanero se ne accorgano; la Roma batte quel calcio d'angolo rapidamente trovando il gol a sorpresa.
L'8 marzo 2011 debutta nella Roma nella partita di ritorno degli ottavi di finale di Champions League contro lo Šachtar Donec'k (persa 3-0). Il 7 maggio 2011 debutta in Serie A nella partita Roma-Milan, terminata 0-0. L'11 maggio debutta anche in Coppa Italia nella semifinale contro l'Inter a San Siro, subentrando al 74' a Jérémy Ménez. Il 12 giugno 2011, battendo in finale il Varese, vince il Campionato Primavera 2010-2011. Nella stagione 2011-12 gioca da titolare le due partite disputate dai giallorossi in Europa League contro lo Slovan Bratislava.

#### Prestito al Pescara
Il 31 gennaio 2012, ultimo giorno di calciomercato, si trasferisce in prestito con diritto di riscatto per la comproprietà al Pescara, in Serie B, voluto dall'allenatore Zdeněk Zeman. Il 5 aprile 2012 segna il suo primo gol in serie B con la maglia biancoazzurra per il momentaneo vantaggio della formazione abruzzese durante la partita Varese-Pescara, finita poi 2-1. Il 20 maggio segna una doppietta contro la Sampdoria, contribuendo così al ritorno in Serie A del Delfino dopo vent'anni.
Il 22 giugno 2012 il Pescara esercita il diritto di riscatto per acquistare metà del cartellino.
Il 18 agosto 2012 avviene il suo debutto stagionale nella gara di Coppa Italia contro il Carpi, partita terminata 2 a 0 per i biancazzurri. Il 16 settembre 2012 segna il suo primo gol in Serie A contro la Sampdoria, gara terminata 3-2 per i blucerchiati. Il 21 aprile 2013 segna la sua seconda rete in campionato, nel pareggio esterno in casa della Roma, rete decisiva che ha fissato il risultato finale sull'1-1. Chiude la sua seconda stagione con la maglia del Pescara totalizzando 26 presenze e 2 reti.

#### Ritorno alla Roma, l'acquisto da parte dell'Inter e Pescara
Il 21 giugno 2013 la Roma riscatta la metà del cartellino di proprietà del Pescara. In giallorosso disputa una sola gara: il 10 novembre 2013 contro il Sassuolo, subentrando al 76º minuto al posto di Pjanić. La partita termina 1-1.
Nella sessione di calciomercato invernale del 2014 fa ritorno al Pescara. Il 25 gennaio fa il suo debutto stagionale con la maglia del Delfino nella sconfitta per 2-1 in casa della Juve Stabia. Il 1º marzo segna contro l'Avellino la rete che vale il pareggio in casa degli irpini (1-1). Termina la stagione con 15 presenze e 3 reti.
L'anno seguente segna solo un gol in campionato perdendo la finale dei play-off contro il Bologna. Il 25 giugno 2015 il Pescara si aggiudica alle buste il giocatore, che con 13 gol sarà uno dei protagonisti della seconda promozione in Serie A del club abruzzese nel 2015-2016 grazie alla vittoria contro il Trapani nella finale dei play-off.
L'8 luglio 2016 l'Inter lo acquista a titolo definitivo in cambio di Cristiano Biraghi e del prestito annuale di Rey Manaj, ma viene deciso che rimarrà a Pescara ancora per un anno in prestito. Il 21 agosto 2016, nella gara di esordio della Serie A 2016-2017, segna il secondo dei due gol con cui il Pescara pareggia 2-2 contro il Napoli. Con il ritorno di mister Zdeněk Zeman, il 19 febbraio 2017 Caprari segna la sua prima doppietta in Serie A nella vittoria interna per 5-0 contro il Genoa. Termina la stagione con 9 goal in 35 gare.

#### Sampdoria
Il 30 giugno 2017 viene ceduto dall'Inter alla Sampdoria a titolo definitivo nell'ambito dell’operazione che ha portato Milan Škriniar in nerazzurro. Sigla il suo primo gol in campionato con la nuova maglia il 27 agosto, nella vittoria dei blucerchiati per 2-1 sul campo della Fiorentina. Con l'acquisto all'ultimo giorno di mercato di Zapata l'attaccante romano perde minutaggio ma riesce a realizzare 5 reti in campionato e 2 in Coppa Italia, una delle quali proprio contro il Pescara (4-1 per i blucerchiati il finale), sua ex squadra.
La stagione successiva, il 22 dicembre, realizza la prima doppietta in maglia blucerchiata nella vittoria per 4-2 in casa dell'Empoli subentrando dalla panchina. Nel gennaio 2019 riporta la frattura del perone della gamba destra.

#### Prestiti a Parma, Benevento e Verona
Il 31 gennaio 2020 passa in prestito con diritto di riscatto al Parma. Il giorno successivo fa già il suo esordio con gli emiliani nella partita in casa del Cagliari, pareggiata per 2-2. Il 22 luglio segna il primo gol con gli emiliani, realizzando il calcio di rigore del provvisorio vantaggio sul Napoli, nella partita poi vinta per 2-1.
Il 3 settembre 2020 viene ceduto al neopromosso Benevento con la formula del prestito da 1,5 milioni di euro con diritto di riscatto fissato a 7,5 e obbligo di riscatto in caso di salvezza. Va a segno per la prima volta con i campani il 30 settembre 2020 in occasione della sconfitta per 2-5 contro l'Inter, realizzando entrambi i gol dei campani.
Il 31 agosto 2021 viene ceduto in prestito al Verona, con obbligo di riscatto in caso di salvezza per un totale di 5 milioni di euro. Il 19 settembre seguente realizza la sua prima rete con i gialloblù nel successo per 3-2 contro la Roma. Caprari mette insieme 12 gol e 7 assist in campionato, e a fine stagione viene riscattato dai gialloblù.

#### Monza
Il 21 luglio 2022, Caprari viene ceduto in prestito con obbligo di riscatto condizionato al Monza, sempre in Serie A. Segna all'esordio il suo primo gol in biancorosso su calcio di rigore nella vittoria interna per 3-2 contro il Frosinone (partita dei trentaduesimi di Coppa Italia). Il primo gol in campionato arriva il 2 ottobre contribuendo al successo per 3-0 proprio in casa dell'ex Sampdoria. Con la salvezza del Monza nella massima serie, scatta l'obbligo di riscatto del cartellino.
Nella stagione seguente, durante la partita di campionato contro il Lecce, Caprari subisce una lesione del legamento crociato anteriore del ginocchio destro, infortunio che lo costringe a un'operazione chirurgica e a un lungo periodo di stop.

### Nazionale
Il 15 febbraio 2011 arriva il suo debutto con la Nazionale italiana Under-18, in Italia-Norvegia 2-0 a Forte dei Marmi. Nel 2011 gioca tre partite con la Nazionale Under-19, mentre nel 2013 ne gioca due con la Under-20.
Durante la gestione Ventura fa una presenza in nazionale maggiore contro San Marino in un'amichevole non ufficiale. Il 5 ottobre 2018 viene convocato di nuovo in nazionale maggiore da Roberto Mancini, in occasione delle gare contro Ucraina e Polonia, ma non colleziona alcuna presenza.
Viene convocato successivamente dal ct Roberto Mancini per gli impegni in Nations League del maggio 2022, in cui esordisce nella partita contro la Germania del 14 giugno, finita 5-2 a favore dei tedeschi.

## Statistiche

### Presenze e reti nei club
Statistiche aggiornate al 18 maggio 2025.
| Stagione         | Squadra          | Campionato       | Campionato | Campionato | Coppe nazionali | Coppe nazionali | Coppe nazionali | Coppe continentali | Coppe continentali | Coppe continentali | Altre coppe | Altre coppe | Altre coppe | Totale | Totale |
| Stagione         | Squadra          | Comp             | Pres       | Reti       | Comp            | Pres            | Reti            | Comp               | Pres               | Reti               | Comp        | Pres        | Reti        | Pres   | Reti   |
| ---------------- | ---------------- | ---------------- | ---------- | ---------- | --------------- | --------------- | --------------- | ------------------ | ------------------ | ------------------ | ----------- | ----------- | ----------- | ------ | ------ |
| 2010-2011        | Roma             | A                | 2          | 0          | CI              | 0               | 0               | UCL                | 1                  | 0                  | SI          | 0           | 0           | 3      | 0      |
| 2011-gen. 2012   | Roma             | A                | 1          | 0          | CI              | 0               | 0               | UEL                | 2                  | 0                  | -           | -           | -           | 3      | 0      |
| gen.-giu. 2012   | Pescara          | B                | 14         | 3          | CI              | -               | -               | -                  | -                  | -                  | -           | -           | -           | 14     | 3      |
| 2012-2013        | Pescara          | A                | 24         | 2          | CI              | 2               | 0               | -                  | -                  | -                  | -           | -           | -           | 26     | 2      |
| 2013-gen. 2014   | Roma             | A                | 1          | 0          | CI              | 0               | 0               | -                  | -                  | -                  | -           | -           | -           | 1      | 0      |
| Totale Roma      | Totale Roma      | Totale Roma      | 4          | 0          |                 | 0               | 0               |                    | 3                  | 0                  |             | 0           | 0           | 7      | 0      |
| gen.-giu. 2014   | Pescara          | B                | 15         | 3          | CI              | -               | -               | -                  | -                  | -                  | -           | -           | -           | 15     | 3      |
| 2014-2015        | Pescara          | B                | 18+4       | 1+0        | CI              | 2               | 1               | -                  | -                  | -                  | -           | -           | -           | 24     | 2      |
| 2015-2016        | Pescara          | B                | 38+4       | 13+0       | CI              | 1               | 0               | -                  | -                  | -                  | -           | -           | -           | 43     | 13     |
| 2016-2017        | Pescara          | A                | 35         | 9          | CI              | 1               | 0               | -                  | -                  | -                  | -           | -           | -           | 36     | 9      |
| Totale Pescara   | Totale Pescara   | Totale Pescara   | 152        | 31         |                 | 6               | 1               |                    | -                  | -                  |             | -           | -           | 158    | 32     |
| 2017-2018        | Sampdoria        | A                | 34         | 5          | CI              | 3               | 2               | -                  | -                  | -                  | -           | -           | -           | 37     | 7      |
| 2018-2019        | Sampdoria        | A                | 21         | 6          | CI              | 3               | 0               | -                  | -                  | -                  | -           | -           | -           | 24     | 6      |
| 2019-gen. 2020   | Sampdoria        | A                | 18         | 3          | CI              | 2               | 1               | -                  | -                  | -                  | -           | -           | -           | 20     | 4      |
| gen.-ago. 2020   | Parma            | A                | 12         | 2          | CI              | -               | -               | -                  | -                  | -                  | -           | -           | -           | 12     | 2      |
| 2020-2021        | Benevento        | A                | 30         | 5          | CI              | 0               | 0               | -                  | -                  | -                  | -           | -           | -           | 30     | 5      |
| ago. 2021        | Sampdoria        | A                | 0          | 0          | CI              | 1               | 0               | -                  | -                  | -                  | -           | -           | -           | 1      | 0      |
| Totale Sampdoria | Totale Sampdoria | Totale Sampdoria | 73         | 14         |                 | 9               | 3               |                    | -                  | -                  |             | -           | -           | 82     | 17     |
| ago. 2021-2022   | Verona           | A                | 35         | 12         | CI              | 0               | 0               | -                  | -                  | -                  | -           | -           | -           | 35     | 12     |
| 2022-2023        | Monza            | A                | 37         | 5          | CI              | 1               | 1               | -                  | -                  | -                  | -           | -           | -           | 38     | 6      |
| 2023-2024        | Monza            | A                | 6          | 0          | CI              | 1               | 0               | -                  | -                  | -                  | -           | -           | -           | 7      | 0      |
| 2024-2025        | Monza            | A                | 34         | 3          | CI              | 2               | 1               | -                  | -                  | -                  | -           | -           | -           | 36     | 4      |
| Totale Monza     | Totale Monza     | Totale Monza     | 77         | 8          |                 | 4               | 2               |                    | -                  | -                  |             | -           | -           | 81     | 10     |
| Totale carriera  | Totale carriera  | Totale carriera  | 372        | 72         |                 | 19              | 6               |                    | 3                  | 0                  |             | 0           | 0           | 394    | 78     |

### Cronologia presenze e reti in nazionale
| Cronologia completa delle presenze e delle reti in nazionale ― Italia | Cronologia completa delle presenze e delle reti in nazionale ― Italia | Cronologia completa delle presenze e delle reti in nazionale ― Italia | Cronologia completa delle presenze e delle reti in nazionale ― Italia | Cronologia completa delle presenze e delle reti in nazionale ― Italia | Cronologia completa delle presenze e delle reti in nazionale ― Italia | Cronologia completa delle presenze e delle reti in nazionale ― Italia | Cronologia completa delle presenze e delle reti in nazionale ― Italia |
| Data                                                                  | Città                                                                 | In casa                                                               | Risultato                                                             | Ospiti                                                                | Competizione                                                          | Reti                                                                  | Note                                                                  |
| --------------------------------------------------------------------- | --------------------------------------------------------------------- | --------------------------------------------------------------------- | --------------------------------------------------------------------- | --------------------------------------------------------------------- | --------------------------------------------------------------------- | --------------------------------------------------------------------- | --------------------------------------------------------------------- |
| 14-6-2022                                                             | Mönchengladbach                                                       | Germania                                                              | 5 – 2                                                                 | Italia                                                                | UEFA Nations League 2022-2023 - 1º turno                              | -                                                                     | 46’                                                                   |
| Totale                                                                |                                                                       | Presenze                                                              | 1                                                                     |                                                                       | Reti                                                                  | 0                                                                     |                                                                       |

## Palmarès

### Club

#### Competizioni giovanili
- Campionato Allievi Nazionali: 1

Roma: 2009-2010
- Campionato Primavera: 1

Roma: 2010-2011

#### Competizioni nazionali
- Campionato italiano di Serie B: 1

Pescara: 2011-2012